# Svensk Rodd
Svensk Rodd är en svensk tidskrift som utkommer normalt fyra gånger per år. Svensk Rodd är Svenska Roddförbundets officiella organ och trycks i 5 300 ex.